# アフリカ競技大会
アフリカ競技大会（アフリカきょうぎたいかい、英: African Games）は、アフリカ大陸で行われる総合競技大会。2011年開催の第10回大会までは全アフリカ競技大会（英: All-Africa Games）という大会名称であった。
1965年にアフリカ国内オリンピック委員会連合が主催し、ブラザヴィル（コンゴ共和国）で第1回大会が行われた。第2回大会は1969年にマリのバマコで開催予定だったが、諸事情で中止された。1978年の大会で中断されたが、1987年に再開。以降、4年に1度開催されており、パンアメリカン競技大会とアジア競技大会と共にIOC公認の大会となった。

## 開催都市一覧
| 回 | 年   | 開催国・都市                    | 期間                     | 最多メダル獲得国 |
| -- | ---- | ------------------------------- | ------------------------ | ---------------- |
| 1  | 1965 | コンゴ共和国 ブラザヴィル       | 7月18日 - 7月25日        | アラブ連合共和国 |
| -  | 1969 | マリ バマコ                     | 軍事クーデターにより中止 |                  |
| 2  | 1973 | ナイジェリア ラゴス             | 1月7日 - 1月18日         | エジプト         |
| 3  | 1978 | アルジェリア アルジェ           | 7月13日 - 7月28日        | チュニジア       |
| 4  | 1987 | ケニア ナイロビ                 | 8月1日 - 8月12日         | エジプト         |
| 5  | 1991 | エジプト カイロ                 | 9月20日 - 10月1日        | エジプト         |
| 6  | 1995 | ジンバブエ ハラレ               | 9月13日 - 9月23日        | 南アフリカ共和国 |
| 7  | 1999 | 南アフリカ共和国 ヨハネスブルグ | 9月10日 - 9月19日        | 南アフリカ共和国 |
| 8  | 2003 | ナイジェリア アブジャ           | 10月5日 - 10月17日       | ナイジェリア     |
| 9  | 2007 | アルジェリア アルジェ           | 7月11日 - 7月23日        | エジプト         |
| 10 | 2011 | モザンビーク マプト             | 9月3日 - 9月18日         | 南アフリカ共和国 |
| 11 | 2015 | コンゴ共和国 ブラザヴィル       | 9月4日 - 9月19日         | エジプト         |
| 12 | 2019 | モロッコ ラバト                 | 8月19日 - 8月31日        | エジプト         |
| 13 | 2023 | ガーナ アクラ                   | 2024年3月8日-3月23日     | エジプト         |
| 14 | 2027 | エジプト カイロ                 | 1月20日 - 2月7日         |                  |
| 15 | 2031 | コンゴ民主共和国 キンシャサ     |                          |                  |